# Bühl
Bühl (pronunciación en alemán: /byːl/ⓘ) es la tercera ciudad más grande del distrito de Rastatt y forma un núcleo central para las comunidades circundantes en el estado federado alemán de Baden-Wurtemberg. Está ubicada al margen occidental de la Selva Negra Septentrional, aproximadamente 18 km al suroeste de Baden-Baden. Barrios de Bühl son Altschweier, Balzhofen, Eisental, Kappelwindeck, Moos, Neusatz, Oberbruch, Oberweier, Vimbuch y Weitenung.
Sus orígenes se remontan al siglo XII. Pueblo eminentemente agrícola, especialmente famoso por sus ciruelas.
Hoy en día es principalmente una ciudad industrial, focalizada en el suministro de piezas para automóviles. Sin embargo, todavía conserva su carácter y también es conocida por sus buenos restaurantes.

## Geografía

### Ubicación geográfica
Bühl se encuentra entre 123 y 1038 metros sobre el nivel del mar en medio de un paisaje panorámico de tres niveles. Se extiende desde la llanura del Rin, que está determinada por la agricultura arable, sobre las estribaciones, donde dominan el cultivo del vino y la fruta, hasta las montañas forestales de la Selva Negra. La ciudad se encuentra a ambos lados del Bühlot y sus tramos más bajos, el Sandbach.

### Comunidades vecinas
Las siguientes ciudades y comunidades limitan con la ciudad de Bühl. Se enumeran en el sentido de las agujas del reloj comenzando por el norte, por lo que no se tienen en cuenta en el orden todos los enclaves de los municipios mencionados. Baden-Baden (distrito urbano), Forbach (distrito de Rastatt), un enclave de Sasbach, Lauf (ambos distritos de Ortenau) y Ottersweier, Lichtenau, Rheinmünster y Sinzheim (todos los distritos de Rastatt). El municipio de Bühlertal está rodeado en gran parte por el este del área urbana de Bühl.

### Estructura de la ciudad
El área urbana de Bühl se divide en el centro de la ciudad y los distritos de: Altschweier, Balzhofen, Eisental, Kappelwindeck, Moos, Neusatz, Oberbruch, Oberweier, Vimbuch y Weitenung, nueve de los cuales solo se incorporaron como parte de la reforma comunitaria de la década de 1970.
En los distritos de Altschweier, Eisental, Neusatz, Vimbuch y Weitenung hay una administración local donde se pueden llevar a cabo las tareas locales más importantes de un municipio. También hay un alcalde aquí. En cada uno de los distritos de Balzhofen, Moos, Oberbruch y Oberweier hay una oficina administrativa municipal con un representante local. 
Además de los distritos de la ciudad, hay otras áreas residenciales y áreas residenciales con sus propios nombres, cuyos límites, sin embargo, generalmente no están definidos con precisión. Estos incluyen Affental, Bach, Brombach, Bühlerhöhe, Ebene, Einsiedel, Elzhofen, Fischerhöfe, Gebersberg, Hohbaum, Kirchbühl, Müllenbach, Neusatzeck, Ottenhofen, Riegel, Rittersbach, Sand, Schugshof, Schwetighof, Walungdmatof.

### Organización territorial
Bühl forma un centro medio dentro de la región del Medio Alto Rin, cuyo centro superior es la ciudad de Karlsruhe. Además de la ciudad de Bühl, las ciudades y comunidades de Bühlertal, Lichtenau, Ottersweier y Rheinmünster en el distrito de Rastatt pertenecen al área central de Bühl. También hay enlaces con el norte de Alsacia. 

## Historia

### Hasta elsigloXVIII
La ciudad de Bühl se mencionó por primera vez en un documento en 1149. El castillo de Windeck se construyó alrededor de 1200. La mención más antigua conocida del topónimo Bühl proviene del año 1283; en ese momento, el noble sirviente Burkhard von Crutenbach entregó sus bienes "in banno Buhel" al abad y al convento del monasterio de Schwarzach. En 1370 o 1371, en una disputa entre Reinhard von Windeck y la ciudad de Estrasburgo, Bühl y los pueblos de los alrededores se vieron gravemente afectados. En 1403, el rey Roberto del Sacro Imperio Romano Germánico concedió al Caballero Reinhard von Windeck los derechos de mercado.

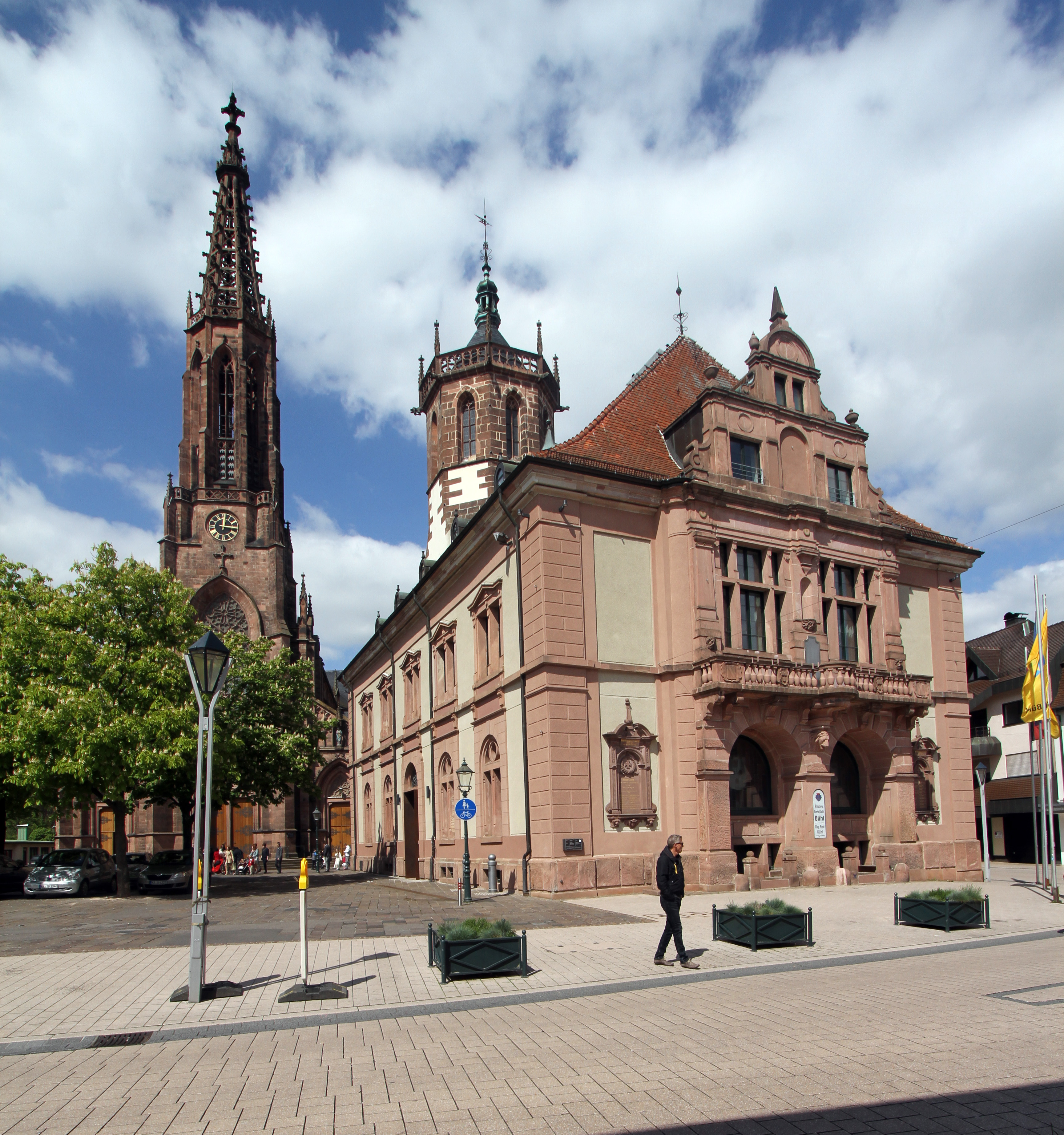
Iglesia de San Pedro y San Pablo y Ayuntamiento

En 1514 se inició la construcción de la antigua iglesia parroquial de San Pedro y San Pablo de Bühl, que ha servido como ayuntamiento desde 1880; esta construcción se completó en 1524. Durante las cacerías de brujas de 1546 a 1661, 141 personas fueron acusadas en los llamados juicios de brujería en Bühl, 33 juicios terminaron con una ejecución.
En 1561, se dice que el castillo de Alt-Windeck cayó en ruinas. Desde entonces, a más tardar, los hombres von Windeck han vivido en el patio de su castillo en Bühl; en su lugar se encuentra hoy la posada "Badischer Hof". En 1592 esta familia de caballeros (Windeck en la línea masculina) salió con la muerte de Junker Jakob von Windeck. Durante la guerra de los Treinta Años, las tropas croatas invadieron Bühl en 1622 y destruyeron la ciudad comercial; De 1632 a 1634 y en 1643 el lugar fue ocupado por tropas suecas. Con la guerra de Sucesión del Palatinado, Bühl fue destruido casi por completo nuevamente en 1689; Entre 1703 y 1707 el entorno del lugar volvió a ser escenario de batallas en la guerra de Sucesión española. Bajo el mando del margrave Luis Guillermo de Baden-Baden, los llamados "Türkenlouis", se pudo defender la línea Bühl-Stollhofen. En 1776, el lugar se convirtió en parte de Baden con la venta del feudo imperial de la familia von Walderdorff al margrave Carlos Federico de Baden. En 1788, la sede de la oficina en Steinbach (antes Yberg) se trasladó de Steinbach a Bühl.

### sigloXIX
En 1813, la oficina de Bühl se convirtió en una oficina de distrito. La sinagoga fue construida entre 1822 y 1823. En 1835, el Gran Duque Leopold von Baden concedió los derechos de ciudad a Bühl. 
Hacia 1840 se descubrió en Kappelwindeck una variedad de ciruela de maduración inusualmente temprana y resistente, que ganó importancia como "Bühler Frühzwetschge", especialmente después del duro invierno de 1879/1880, y que sirvió a la ciudad como una nueva fuente de ingresos después del declive de industria del cáñamo. En 1846, Bühl se conectó a la línea ferroviaria recién inaugurada entre Oos y Offenburg. 
Durante la revolución de 1848/1849, el Obervogt Josef Häfelin huyó de los disturbios a Baden-Baden. Hubo disturbios contra los residentes judíos. La primera iglesia propia de la comunidad protestante se construyó en 1856 en una antigua fábrica de cerveza entre Krempengasse y Bühlot. El edificio fue demolido en 1969. Desde 1863, la oficina del distrito de Bühl perteneció al distrito de Baden (-Baden). Entre 1873 y 1876 se construyó la nueva iglesia parroquial católica de San Pedro y San Pablo según los planos del inspector de edificios del distrito de Baden-Baden, Karl Dernfeld; la antigua iglesia parroquial fue reconvertida en ayuntamiento entre 1879 y 1880.  

### sigloXX
Desde principios del siglo XX la infraestructura del lugar se ha ido mejorando constantemente; En 1902 se inició la construcción del suministro central de agua; La luz eléctrica se introdujo en 1920 y, después de la ampliación del distrito en 1924, se construyó el sistema de alcantarillado entre 1926 y 1934. En 1919 se fundó la cooperativa de venta de frutas (OAG); 1927 tuvo lugar el 6-8. El primer festival de ciruelas tuvo lugar el 28 de agosto y en 1928 entró en funcionamiento el primer teatro de Bühl. 
Durante la era nazi, el consejo municipal de Bühl se alineó en 1933 como parte de la legislación nacionalsocialista. El 10 de noviembre de 1938, la sinagoga de Bühl fue destruida durante la Reichspogromnacht; también hubo disturbios contra ciudadanos judíos. En 1939 se creó el distrito de Bühl a partir de la oficina del distrito de Bühl. En 1940, el 22 de octubre, 26 ciudadanos judíos de Bühl fueron deportados al campo de Gurs en los Pirineos franceses. Solo unos pocos sobrevivieron al terror nazi. El 6% de Bühl, que tenía 6932 habitantes en 1939, fue destruido por ataques aéreos.
Al final de la Segunda Guerra Mundial, las tropas francesas entraron en Bühl el 14 de abril de 1945. Las primeras elecciones libres del consejo municipal después de 1933 tuvieron lugar el 15 de septiembre de 1946. En 1972, tras la incorporación de nueve comunidades vecinas, la población de la ciudad superó la marca de 20.000. Como resultado, la administración de la ciudad solicitó una ciudad de distrito importante, que el gobierno estatal de Baden-Württemberg decidió con efecto a partir del 1 de enero de 1973. Al mismo tiempo, Bühl perdió su función como sede de distrito porque se disolvió el distrito de Bühl. Su área norte con la ciudad de Bühl cayó al distrito de Rastatt, el área sur al recién formado Ortenaukreis. Ya se habían incorporado tres lugares al distrito urbano de Baden-Baden en 1972. 

## Religión

### Iglesias
La comunidad de Bühl pertenecía inicialmente a la diócesis de Estrasburgo y estaba subordinada al archidiácono "Ultra Rhenum", Landkapitel Ottersweier. Bajo el margrave Bernhard III. y Philibert, así como bajo la administración de Baden-Durlach desde 1594 hubo esfuerzos reformatorios, pero los servicios católicos no se detuvieron. A partir de mediados del siglo XVII, la población volvió al catolicismo. La comunidad perteneció inicialmente a la diócesis de Estrasburgo, desde 1808 a la diócesis de Constanza, antes de pasar a formar parte de la recién fundada Archidiócesis de Friburgo en 1821/27. Bühl fue asignado a la oficina del decano en Baden-Baden.
Hoy en día existen las siguientes parroquias e iglesias en el casco urbano de Bühl:
- Unidad de atención pastoral Bühl-Stadt con las dos parroquias San Pedro y San Pablo (ciudad central) y Santa María (Kappelwindeck),

- San Gallus Altschweier (iglesia construida en 1863),

- St. Matthäus Eisental (iglesia construida en 1828),

- San Dionisio Moos (iglesia construida en 1788),

- St. Karl Borromäus Neusatz / St. Carolus Neusatz (iglesia construida entre 1911 y 1913)

- San Juan Bautista Vimbuch (iglesia construida en 1889; también responsable de Balzhofen, Oberbruch y Oberweier; en Oberweier hay una capilla de 1720, que fue reconstruida en 1896),

- Ampliación "Zum Hl. Blut" (iglesia construida en 1923).

A principios del siglo XIX, los protestantes también se mudaron nuevamente a Bühl. Había una congregación protestante desde 1850, que inicialmente fue abastecida por Illenau. Había su propio pastor desde 1854. Dos años después la congregación recibió una casa de oración y desde 1892 su propia iglesia, que fue reconstruida en 1967 (hoy Johanneskirche). La comunidad perteneció inicialmente al distrito de la iglesia Rheinbischofsheim, hoy a Baden-Baden y Rastatt. El Johannesgemeinde Bühl también incluye protestantes de algunos de los distritos de Bühl. Los feligreses protestantes de los distritos de Altschweier, Neusatz y Sand pertenecen a la parroquia de Cristo de Bühlertal, a la que también pertenece Ottersweier..

### La historia de la comunidad judía
En Bühl, que perteneció al margraviato de Baden hasta principios del siglo XIX, existió una comunidad judía hasta 1938. Sus orígenes se remontan al siglo XVI. Por primera vez, 1579 judíos son nombrados en la ciudad. Después de una expulsión temporal después de 1622, hubo nuevamente once hogares judíos con 90 personas en la ciudad en 1698 y 17 familias en 1721. En 1827 Bühl se convirtió en la sede de un rabinato de distrito, al que pertenecían hasta 15 comunidades judías de la zona. El rabino Baruch Mayer fue nombrado ciudadano honorario de la ciudad debido a sus servicios. El mayor número de residentes judíos se alcanzó alrededor de 1864 con 301 personas. En 1900 el número cayó a 226 debido a la emigración (1925: 111). Ya en el siglo XIX, existían numerosos establecimientos comerciales e industriales judíos que eran de gran importancia para la vida económica de la ciudad. Alrededor de 1933 todavía había destilerías de brandy, tiendas de textiles, ganaderías, ferreterías y tiendas para el hogar, una posada judía y otras cosas propiedad de familias judías. Como resultado de la persecución y asesinato de judíos durante la era nazi, al menos 24 de los 72 residentes judíos que vivían en Bühl en 1933 fueron asesinados. La zona residencial judía estuvo en el área de Johannesplatz y las calles laterales adyacentes (Hänferdorf) hasta el siglo XIX.
A finales del siglo XVII, la comunidad judía de Bühl ya contaba con once hogares con 90 personas. Para entonces, a más tardar, había más de diez hombres judíos religiosamente maduros en la ciudad que eran necesarios para un minyan. En 1696, el barbero Franz Oser en Bühl, que estaba en disputa con el judío protector Joseph Jacob, afirmó que había establecido una "sinagoga teuffliana" en su casa, justo al lado de la iglesia. Las fiestas "se juntan". En 1705, Joseph Jacob compró el Gasthaus zum Adler en una subasta. En ese momento se le acusó de querer montar una sinagoga "en detrimento de la religión católica cristiana". No está claro si una sala de oración de la comunidad judía estaba o debería estar ubicada en una de las casas.
Desde 1723 a más tardar, la comunidad judía tenía una sala de oración en la casa de Schmaul e Isak Bodemer. Era el edificio anterior en Schwanenstrasse 18, una "casa de esquina de tres pisos al final de Schwanen - antes Kornlaubgasse, en el canal comercial". La sala de oración pudo haber estado en el tercer piso o en el ático de la casa. Puede que haya habido un baño ritual en el sótano. En 1927 esta casa fue demolida durante la modernización de Johannesplatz.
En 1821, la comunidad judía de Bühl comenzó a planificar “construir una nueva con un estilo más agradable en lugar de la sinagoga en ruinas existente. Compró una casa judía adecuada para este propósito e hizo un plano de construcción después del sitio de construcción, que presentamos obedientemente ”(carta de la Oficina Bühl a la Dirección Regional del Gran Ducal de Baden de 21 de enero de 1822). El municipio quería aumentar los costos de construcción estimados de 6.000 florines con sus propios recursos. Dado que se pidió a la congregación que construyera un nuevo baño ritual al mismo tiempo, se pospuso el inicio de la construcción de la sinagoga. Finalmente, con la aprobación de las autoridades, se decidió construir primero la sinagoga y luego el baño en una fecha posterior. El arquitecto J. Wagner de Baden-Baden fue conquistado como maestro de obras.
La nueva sinagoga fue construida en 1823 en el barrio de la "vieja escuela judía". Se han conservado varias fotos (ver más abajo) que muestran la vista del edificio hacia Schwanenstrasse y en dirección a “Synagogenplatz” (desde 1898: Johannesplatz). Se creó un edificio representativo con un diseño de fachada clasicista que se destacó de la zona residencial circundante. En invierno, los servicios se llevaban a cabo en una sala de oración porque la espaciosa sinagoga estaba demasiado fría.
En 1858 se renovó la sinagoga. Con motivo de la reapertura, la pareja Joseph y Henriette Bielefeld donaron una preciosa menorá. Dos años más tarde, la pareja Bielefeld agregó una gran lámpara de araña dorada a esta base. En él había un recipiente de vidrio rojo para contener los ner tamids para los difuntos y seis portalámparas que se elevaban sobre él para sostener las velas del año respectivo. En la década de 1850, se realizaron cambios importantes en el orden del culto y la forma en que se presentaban las melodías en muchas de las sinagogas del país. Al mismo tiempo, se compró un armonio en la sinagoga. Según un informe de 1856, las canciones hebreas en el servicio de Bühler se cantaron de acuerdo con el "Braunschweiger Melodie", notas individuales al unísono de acuerdo con las melodías introducidas en Mannheim. El libro de oraciones de Mannheim se utilizó como libro de oraciones "en la medida de lo posible". Todos estos cambios dificultaron las cosas para el cantor de Buhler, David Brandeis. Con motivo de su 25 aniversario de servicio, el Allgemeine Zeitung des Judentums informó en 1859: “El cantor local David Brandeis, un hombre de la vieja escuela y de la vejez, se ha sometido con la mayor abnegación y devoción a la gran esfuerzo que han estado haciendo durante varios años y especialmente desde la grabación de una fisharmonica (= armonio) en el servicio de la iglesia local, imponerle el orden y la forma de presentación que se ha introducido ".
El 1 de agosto de 1898, la Asociación de Coros de la Sinagoga celebró su 40 aniversario. Se realizó un concierto en la sinagoga bajo la dirección del Cantor Bruchsaler, durante el cual los coros realizaron diversas contribuciones. La sinagoga estaba completamente abarrotada dado el gran interés por este concierto.
Durante la era nazi, hubo ataques contra la sinagoga Bühler ya en 1935. Durante los pogromos de noviembre, a diferencia de la mayoría de las ciudades alemanas, la sinagoga no fue incendiada el 9 de noviembre, sino la mañana del 10 de noviembre. La acción estuvo a cargo de la dirección distrital del Partido Nacionalsocialista. Se había ordenado al cuerpo de bomberos que solo protegiera los edificios vecinos. La mayor parte del inventario de la sinagoga fue destruida en el incendio, otra parte, objetos sagrados, pero también se quitó el parochet después del incendio. Los jóvenes rompieron con piedras las ventanas del rabinato. En los días posteriores a la destrucción de la sinagoga, la administración de la ciudad hizo derribar las ruinas del incendio, incluidos los edificios del Meierhof y la escuela judía. La comunidad judía tuvo que pagar el costo de 1.400 marcos. Como ya no tenía este dinero, decidió vender la propiedad de la sinagoga para este propósito. Dado que el incendio de la sinagoga tuvo lugar a la luz del día, un ciudadano tuvo la oportunidad de filmar el incendio. Sin embargo, se desconoce el autor de la película. La película Super 6 no se encontró hasta casi 60 años después de la noche del pogromo. Documenta la inacción de los bomberos. 
Durante el juicio por incendio en la sinagoga después de 1945, una persona involucrada en el pogromo de noviembre, un empleado de la administración del distrito, fue sentenciado a cuatro meses de prisión. El hombre que prendió fuego a la sinagoga recibió una sentencia de cinco años de prisión.
El sitio de la sinagoga fue reconstruido en 1983 (ahora hay una heladería en el sitio de la antigua sinagoga). El 10 de noviembre de 1983, el alcalde Wendt y representantes del Consejo Superior de los israelitas de Baden revelaron una piedra conmemorativa en memoria de la sinagoga (Johannesplatz 10).

## Política

### Consejo Municipal
El consejo municipal de la ciudad de Bühl consta de 26 ciudadanos electos. Las elecciones locales del 26 de mayo de 2019 arrojaron el siguiente resultado
| Partido/Lista | Porcentaje de votos | Asientos | +/- |
| ------------- | ------------------- | -------- | --- |
| CDU           | 28,22%              | 7        | -2  |
| FW            | 21,64%              | 6        | +1  |
| SPD           | 14,22%              | 4        | -1  |
| GAL           | 20,60%              | 5        | +1  |
| FDP           | 12,14%              | 3        | 0   |
| AFD           | 5,19%               | 1        | +1  |

### Alcalde
Un alcalde había estado a la cabeza de la comunidad de Bühl desde 1398 a más tardar. Fue nombrado a partir de 1488 por el margrave con el consentimiento de los Señores de Windeck. De vez en cuando también había un alguacil margrave o Ammann en lugar del alcalde, más tarde alcalde. Fue asistido por el consejo con 12 miembros. Los consejos también sirvieron como jueces de por vida. El mandato del alcalde fue de un año. Desde el siglo XVI, el alcalde fue nombrado por el margrave por dos años y por Windeck por el tercer año. En ese momento, el consejo era 3/4 de Baden y 1/4 de Windeck. La ciudad de Oberbrück al sur de Bühlot fue autoadministrada y no se administró por completo hasta 1848 con el municipio, que mientras tanto había sido elevado a la ciudad de Bühl. 
Desde que fue elevado a la categoría de ciudad de distrito importante en 1973, el alcalde ha tenido el título de alcalde de la ciudad. Este se elige por un período de ocho años. El mandato de Hans Striebel habría terminado normalmente en 2013, pero anunció que dimitiría a finales de 2011. Hubert Schnurr fue elegido sucesor el 2 de octubre de 2011 y asumió su cargo a principios de 2012. 

### Escudo de armas
El escudo de armas de la ciudad de Bühl muestra tres dos conjuntos dorados "Bühel" (colina) en azul. La bandera de la ciudad es azul-amarillo-azul con el escudo de armas de la ciudad. El escudo de armas y la bandera se utilizan desde hace mucho tiempo. La forma actual se estableció en 1900. Es un escudo de armas llamado "parlante". En el siglo XIX, las colinas también se interpretaron como colmenas y, en consecuencia, se marcaron en los sellos de la ciudad. Pero esta representación se volvió a renunciar porque no se pudo probar históricamente.

### Ciudades Hermanas
Bühl está hermanada con:
- Villefranche-sur-Saône, Francia (1987)
- Calarasi, Moldavia (1990)
- Schkeuditz, Sajonia, Alemania (1991)
- Villafranca del Panadés, España (2001)

## Cultura y lugares de interés

### Teatro
En el centro comunitario Neuer Markt tienen lugar conciertos, representaciones teatrales y musicales, así como actuaciones de cabaret. En el Schütte-Keller, un cabaret en Hänferdorf, desde 2000, bajo la dirección de Rüdiger Schmitt y su asociación, se han realizado eventos en los campos del cabaret, blues acústico, chanson, guitarra acústica, compositor, swing gitano, pero también bluegrass. a intervalos regulares Se requiere sótano abovedado. La asociación también organiza eventos más grandes en el centro comunitario Neuer Markt, como B. Magic Bühl con artistas mágicos internacionales.

### Museos

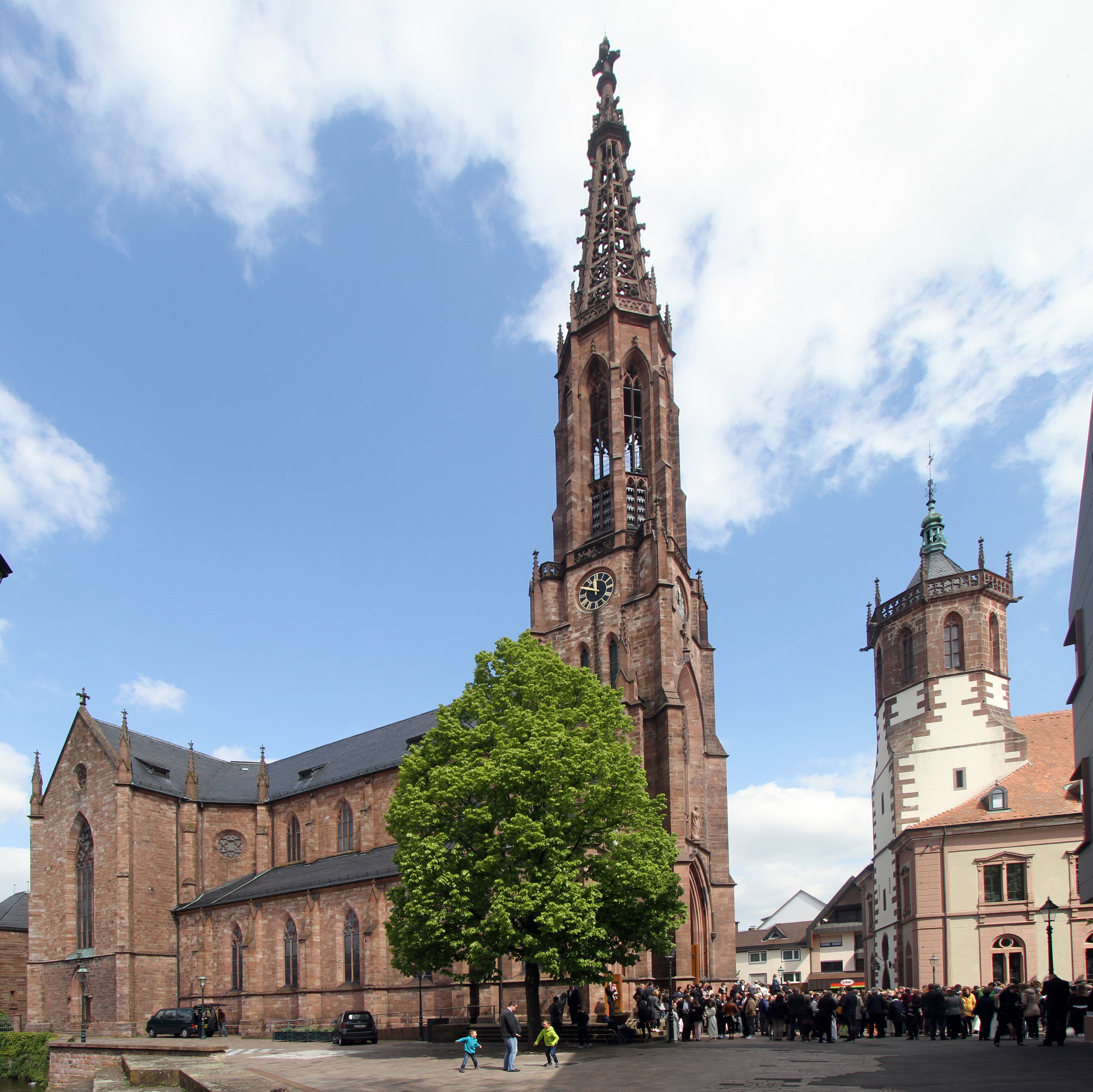
Iglesia de San Pedro y San Pablo, junto al ayuntamiento (A la derecha)

Bühl tiene un museo local en el centro de la ciudad, y en el distrito de Weitenung. En el distrito de Neusatz, el Instituto de Historia de la Ciudad se encuentra en el Castillo de Waldsteg, que se ocupa de los archivos y museos de la ciudad de Bühl y sus alrededores.

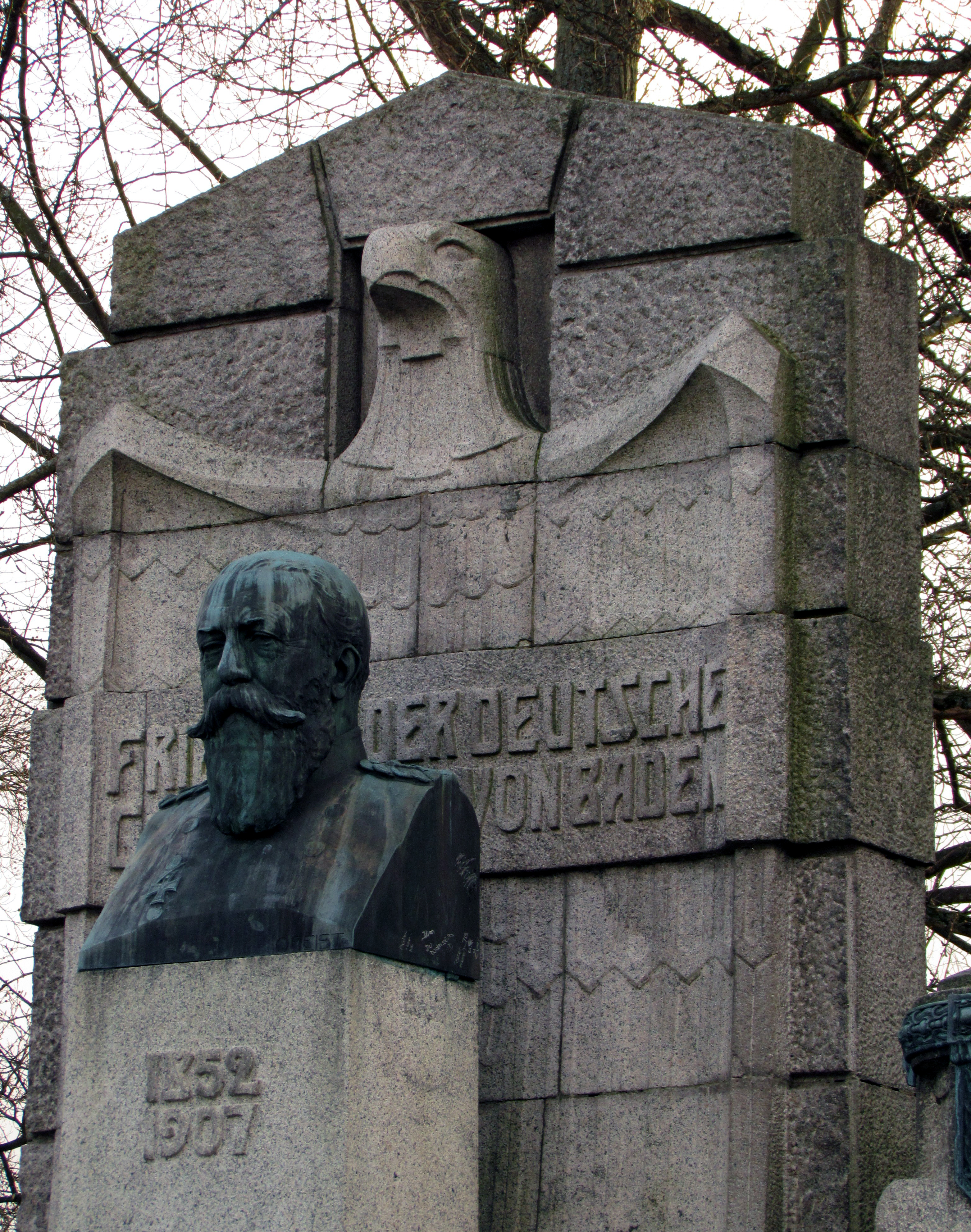
Monumento al Gran Duque Friedrich en el jardín de la ciudad

### Capilla de la ciudad
La Stadtkapelle Bühl fue fundada en 1758 y es una de las orquestas de viento más antiguas de Alemania. La orquesta, con 70 músicos en todos los registros, fue dirigida por el director de música de la ciudad, Herbert Ferstl, que era trombonista en Badisches Staatsorchester Karlsruhe. Rolf Hille ha sido el nuevo director desde julio de 2007.

### Edificios
El ayuntamiento con la torre de la antigua iglesia es el símbolo de la ciudad. Junto a ella se encuentra la Iglesia Católica de San Pedro y San Pablo en la plaza del mercado.
Otros lugares de interés son el hito romano, el puente Bühlot, Schwanenstrasse, Johannesplatz, el "Hänferdorf", la iglesia barroca de Santa María y las ruinas del castillo Alt-Windeck.
Entre los distritos de Altschweier y Eisental todavía se encuentra la Torre del Jubileo del Gran Duque Friedrich (llamada: torre de observación Carl Netter). La torre fue construida en 1902 con motivo del quincuagésimo aniversario del reinado del Gran Duque Friedrich y donada por los hermanos Adolph y Carl Leopold Netter.
La Cruz de la Paz de Bühl se erigió en una colina entre Bühl y Ottersweier en 1952 como símbolo de la reconciliación entre Francia y Alemania.

### Parques
El jardín de la ciudad se diseñó en 1902. El busto de bronce del Gran Duque Federico I de Baden se encuentra en la fuente Stadtgarten. El nuevo parque de la ciudad está ubicado al oeste de la línea ferroviaria y se abrió al público el 21 de junio de 2008.

### Eventos regulares
El "Bühler Zwetschgenfest", que tiene lugar en septiembre, atrae a numerosos visitantes cada año. El 71 ° festival de la ciruela tuvo lugar en 2018. La figura representativa de la fiesta, la ciudad y la propia fruta es la reina de la ciruela de Bühl, también conocida como la “Reina Azul”. Cada dos años se celebraba el “Festival de la ciudad de Bühl” en junio. En 2006 tuvo lugar por el momento el último. No está prevista una nueva edición. El Festival Internacional Bühler Bluegrass anual se lleva a cabo desde 2003. 

## Economía e Infraestructura
Bühl es conocido en todo el país por sus "ciruelas Bühler". Se cultivan en los alrededores de Bühl y se ofrecen en los mercados de los alrededores.
La historia de la ciruela Bühler se remonta a 1840, cuando fue descubierta en la granja de Matthäus Falk en Riegel. A partir de ese momento, las ciruelas comenzaron a comercializarse y distribuirse, lo que fue de gran importancia para la economía de Bühl hasta la segunda mitad del siglo XX. Poco tiempo después, tuvo lugar el primer mercado de frutas en Hauptstrasse específicamente para la venta de ciruelas. Luego se trasladó a Friedrichstrasse, más tarde a Eisenbahnstrasse, hasta que se construyó su propio mercado de frutas en 1935.
"Affentaler Winzer eG" es una cooperativa vinícola con sede en Bühl con alrededor de 980 miembros.

### Transporte

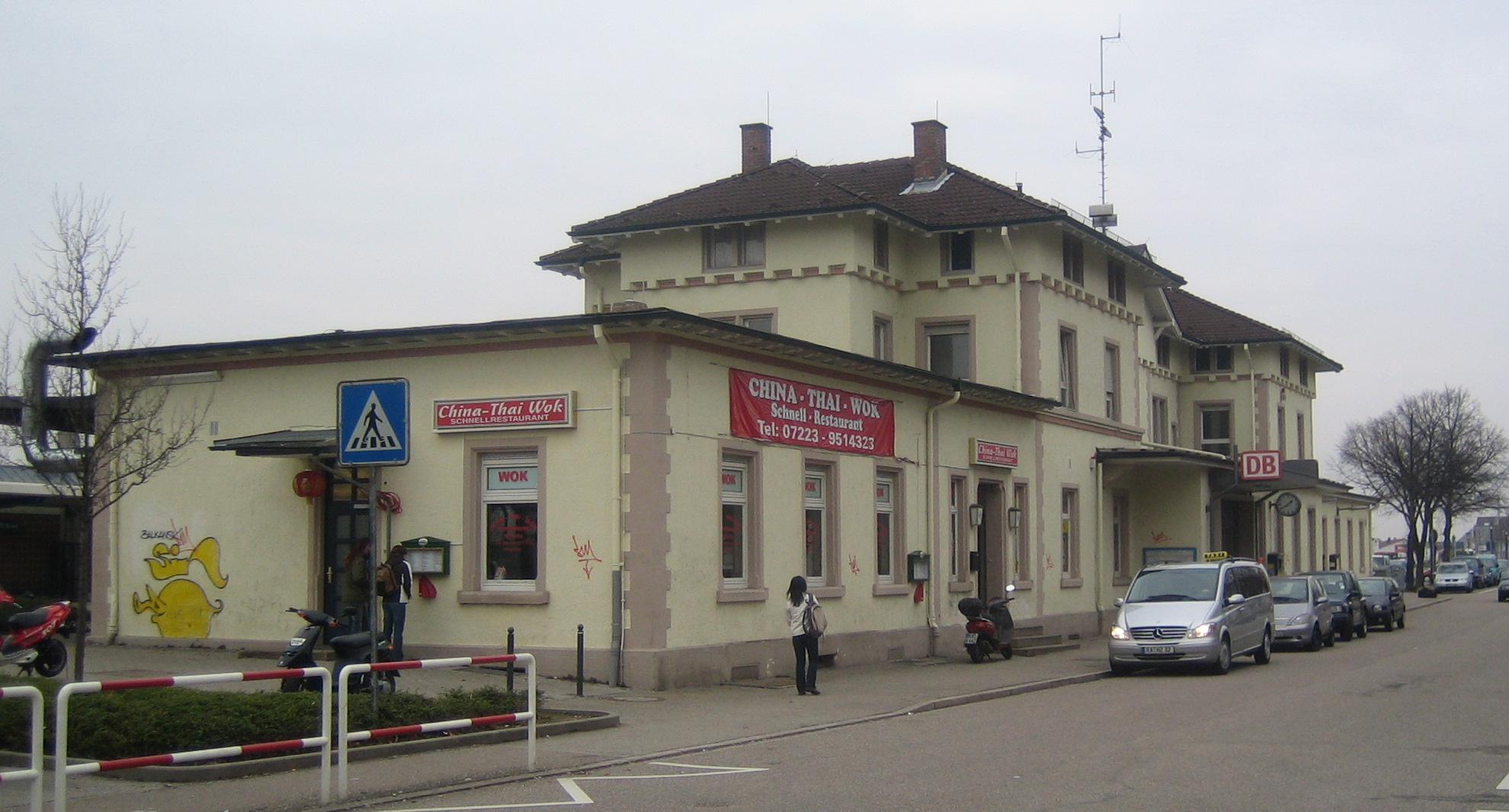
La estación de tren de Bühl

Bühl se encuentra en la autopista federal 5 Karlsruhe-Basel y se puede llegar a través del cruce de Bühl. La carretera federal 3 atraviesa el casco urbano.
La estación de Bühl se encuentra en el ferrocarril Karlsruhe - Basel Rhine Valley. Los trenes regionales expresos a Karlsruhe y Constanza, así como las líneas de tranvía S7 y S71, pasan aquí cada hora. El transporte público local (ÖPNV) sirve a varias líneas de autobús. Desde finales de 2004, Bühl está conectado a la red de rutas de la Asociación de Transporte de Karlsruhe (KVV). La estación de autobuses, que entró en funcionamiento en 2005, permite conectar fácilmente las líneas regionales de autobuses al KVV. Desde el 28 de diciembre de 1896 al 15 de septiembre de 1958, el Ferrocarril Bühlertal corrió hasta Bühlertal-Obertal, hoy no queda nada de la ruta.

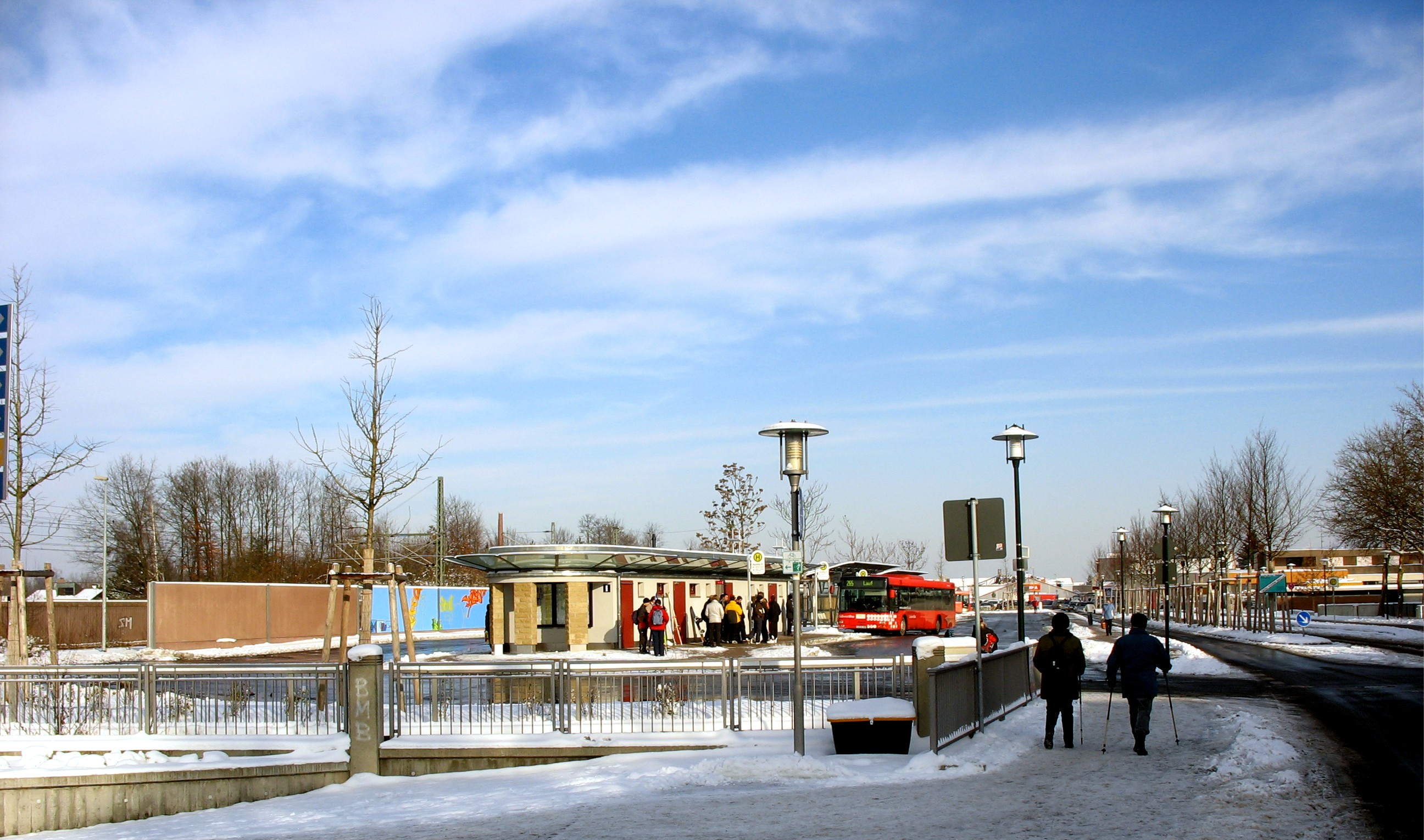
La nueva estación de autobuses en Bühl

### Deportes
Los jugadores de voleibol de TV Bühl juegan en la 1ª Bundesliga desde la temporada 2009/2010. En su primera temporada terminaron séptimos y pudieron participar en los playoffs. Los departamentos de natación y gimnasia de TV Bühl también gozan de una reputación nacional. La división más joven de TV Bühl es el béisbol.
El club de tiro Schartenberg Eisental es el club local del medallista de plata en la pelea en decúbito prono de KK en los Juegos Olímpicos de 2004 en Atenas, Christian Lusch. SV Eisental disparó rifles de aire en la 2.a Bundesliga en la década de 2000. Equipos y tiradores individuales ganaron repetidamente medallas y títulos en los campeonatos alemanes.
Hasta 2006, una contrarreloj por parejas de la categoría 1.1 de la UCI se organizaba normalmente en Bühl a finales de julio con el nombre de LuK Challenge.

### Medios de comunicación
Una edición local del Badische Neuesten Nachrichten (BNN) con sede en Karlsruhe y una edición local del Badischer Tagblatt aparecen en Bühl como un periódico diario con el nombre “Acher und Bühler Bote”. El Mittelbaden Media Center en Bühl está disponible para todas las preguntas relacionadas con la educación en medios para 114 escuelas en los distritos de Rastatt y Baden-Baden.

### Educación

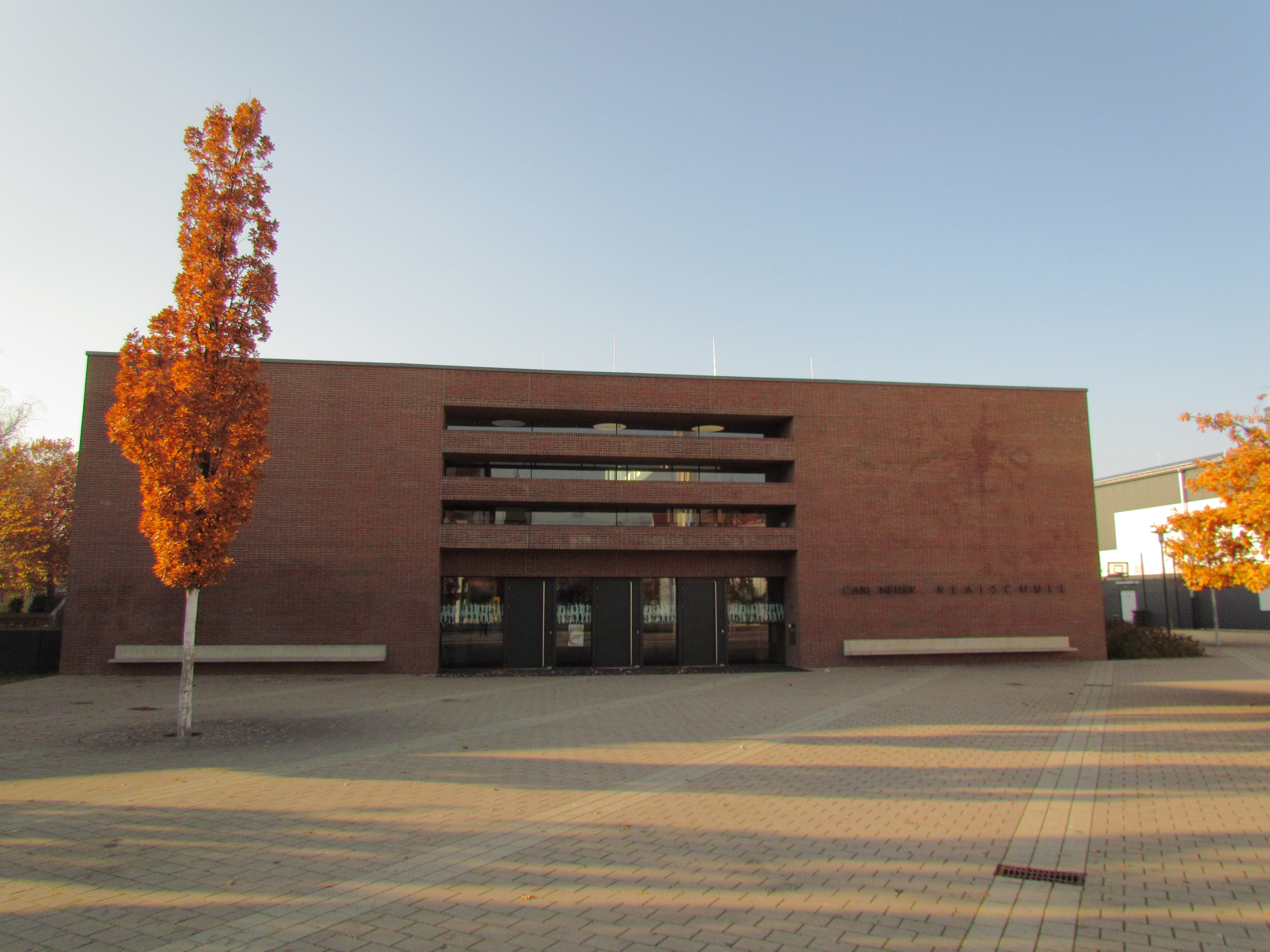
Escuela secundaria Carl-Netter-Realschule

Bühl tiene una escuela primaria (Windeck-Gymnasium), una escuela secundaria (Carl-Netter-Realschule), una escuela especial (Rheintalschule), escuelas primarias en el centro de la ciudad (escuela primaria Weststadt) y en los distritos de Altschweier, Eisental (Schartenberg primaria), Kappelwindeck (Bachschloss-Schule) Neusatz (Schloßberg-Grundschule), Vimbuch (Tulla-Schule) y Weitenung, así como dos escuelas primarias y secundarias con Werkrealschule (Aloys-Schreiber-Schule y Bachschloss-Schule).
El distrito de Rastatt es responsable de las tres escuelas vocacionales (escuela comercial Bühl con escuela secundaria técnica, escuela comercial Bühl con escuela secundaria comercial y Elly-Heuss-Knapp-Schule - escuela de economía doméstica).
La escuela técnica privada reconocida por el estado para el cuidado de las personas mayores, "Sancta Maria", completa la oferta de Bühl.
El jardín de infancia Waldorf "Bühler Zwergenhaus", un jardín de infancia de un solo grupo, también se encuentra en Bühl.

### Empresas establecidas
La lista incluye las empresas más grandes de Bühl:
- UHU, fabricante de adhesivos (sede).
- Schaeffler, un proveedor de la industria automotriz, fabrica embragues y componentes de transmisión (sede).
- GMT Gummi-Metall-Technik GmbH, fabricante de amortiguadores de sonido y vibraciones (sede).
- Robert Bosch GmbH, proveedor de la industria del automóvil (planta de Bühl, otra planta se encuentra en la vecina Bühlertal).
- USM U. Schärer Söhne AG, fabricante de sistemas de mobiliario modular (planta de Bühl)
- Kaba Gallenschütz GmbH, fabricante y distribuidor de controles de acceso y sistemas de puertas (planta de Bühl, pertenece a dorma + kaba).
- Meckel-Spenglersan GmbH, fabricante de productos farmacéuticos (coloides Spenglersan).
- Pepperl + Fuchs GmbH, fabricante de sistemas y equipos de bus protegidos contra explosiones para la tecnología de medición y control (instalación de Bühl, instrumentación intrínsecamente segura, la sede central es Mannheim).
- Bada AG, fabricante de plásticos de ingeniería (sede).
- R & E Stricker Reha-Developments GmbH, fabricante de bicicletas accesibles para discapacitados.

## Patrimonio
- Ruina del castillo de Windeck[3]

- Castillo de agua Waldsteg en el barrio Neusatz[4]
- Museo de la ciudad[5]